# Стационе ди Монтемилето (Авелино)
Стационе ди Монтемилето је насеље у Италији у округу Авелино, региону Кампанија.
Према процени из 2011. у насељу је живело 4 становника. Насеље се налази на надморској висини од 372 м.